# Groß Oesingen
Groß Oesingen – miejscowość i gmina w Niemczech, w kraju związkowym Dolna Saksonia, w powiecie Gifhorn, wchodzi w skład gminy zbiorowej Wesendorf.